# Ильинка (поселение эпохи бронзы)
Ильинка — поселение эпохи бронзового века на территории современного Есильского района Северо-Казахстанской области, Казахстан. Находится в окрестностях села Ильинка, на правом берегу реки Ишим, в 100 км от города Петропавловск.

## Исследование
В 1967—1968 годах исследовалось Северо-Казахстанской археологической экспедицией под руководством Г. Б. Зданович. Раскопана часть поселения площадью в 340 м². Обнаружены остатки жилища в форме четырёхугольной землянки размером 23×12 м, в которой огонь разводился в 6 очагах; 3 из них были расположены в центральной части, а остальные по углам. Найдены остатки керамической посуды (всего 2,5 тыс. фрагментов), орудий из кости, камня, бронзы. Датируется концом 2 тыс. — началом 1 тыс. до н. э.